# 8077 Hoyle
8077 Hoyle è un asteroide della fascia principale. Scoperto nel 1986, presenta un'orbita caratterizzata da un semiasse maggiore pari a 2,6333688 UA e da un'eccentricità di 0,2110164, inclinata di 17,25915° rispetto all'eclittica.